# Brayan Beckeles
Brayan Antonio „Nanay” Beckeles (ur. 28 listopada 1985 w La Ceiba) – piłkarz honduraski grający na pozycji środkowego lub prawego obrońcy.

## Kariera klubowa
Brayan Beckeles od 2006 do 2011 był zawodnikiem klubu Vida La Ceiba. W latach 2011–2014 grał w CD Olimpia, a latem 2014 przeszedł do Boavista FC.

## Kariera reprezentacyjna
W reprezentacji Hondurasu Beckeles zadebiutował 8 września 2010 w przegranym 1-2 towarzyskim meczu z reprezentacją Kanady. W 2011 został powołany na Złoty Puchar CONCACAF.